# Bacidina dissecta
Bacidina dissecta är en lavart som beskrevs av S. Ekman. Bacidina dissecta ingår i släktet Bacidina och familjen Ramalinaceae.   Inga underarter finns listade i Catalogue of Life.